# 受胎告知 (アルテミジア・ジェンティレスキ)
『受胎告知』（じゅたいこくち、伊: L'Annunciazione、英: The Annunciation）は、イタリア・バロック期の女性画家アルテミジア・ジェンティレスキが板上に油彩で制作した絵画で、署名と1630年の制作年が記されている。主題は、『新約聖書』中の「ルカによる福音書」 (1章26-38) で述べられる受胎告知である。作品は現在、ナポリのカポディモンテ美術館に所蔵されている。なお、この絵画は大きな損傷を被っており、中間の色調を多く失い、暗色の色調が濃くなっているため、色調のコントラストが過剰に大きなものとなってしまっている。

## 作品
画面の暗い部屋に、明るく照らし出された2人の人物が描かれている。右側の女性は立って、右手を胸の上に置いて軽くお辞儀をしている。左側の豪華なサフラン色の衣服を纏った天使は右手にユリの花を持ちつつ跪き、左手で上方を指している。天使の上には光線が差し込み、翼のある智天使が飛翔している。床上の小さな紙片には、画家の署名と絵画の制作年が見える。ここに描かれているのは福音書に記述されている受胎告知の場面で、大天使ガブリエルが聖母マリアに神であるイエス・キリストの母となることを告げている瞬間である。
「ルカによる福音書」によれば、ナザレのマリアの前に大天使ガブリエルが現れて、「おめでとう。恵まれた方。あなたは神の恵みにより、男の子を産みます。その子をイエスと名付けなさい」と告げる。マリアは大工のヨセフと結婚していたが、性的関係を持っていなかった。そのため、このお告げに戸惑ったが、聖霊の力で子が宿ったことを知ると、「お言葉どおり、この身になりますように」と答え、その事実を受け入れた。この主題が絵画に表される時は通常、純潔を示すユリの花、聖霊の化身であるハト、聖母マリアの書見台などが描かれる。

## 来歴
本作は、画家アルテミジア・ジェンティレスキのナポリ時代の初期に制作された。祭壇画であったことはわかっているが、教会の名前は特定化されていない。作品は最初にカヴァリエーレ・フランチェスコ・サヴェリオ・ディ・ロヴェッテ  (Cavaliere Francesco Saverio di Rovette) のコレクション中に記録されており、1815年に彼が現在の所蔵元であるカポディモンテ美術館に売却した。